# Dechy
Pour les articles homonymes, voir Dechy (homonymie).
Dechy est une commune française, située dans le département du Nord (59) en région Hauts-de-France.
La Compagnie des mines d'Aniche y a ouvert la fosse Dechy.

## Géographie

### Localisation
Dechy est une ville située en périphérie sud-est de Douai, dans l'ancien bassin minier du Nord-Pas-de-Calais, et située à 22 km au sud-est de Lens, 31 km au sud de Lille, 22 km au sud-ouest de la frontière belge et 34 km de Tournai, 27 km à l'ouest de Valenciennes et 21 km au nord-ouest de Cambrai.

### Communes limitrophes
Les communes limitrophes sont Lallaing, Sin-le-Noble, Cantin, Férin, Gœulzin, Guesnain, Montigny-en-Ostrevent, Roucourt et Loffre.
| Sin-le-Noble  |        | Lallaing Montigny-en-Ostrevent |
| Sin-le-Noble  | Dechy  | Guesnain                       |
| Férin Gœulzin | Cantin | Roucourt                       |

### Hydrographie

#### Réseau hydrographique
La commune est située dans le bassin Artois-Picardie. Elle est drainée par le Bouchard, le Bay, le Bay Inverse, le Bayon et divers autres petits cours d'eau,.

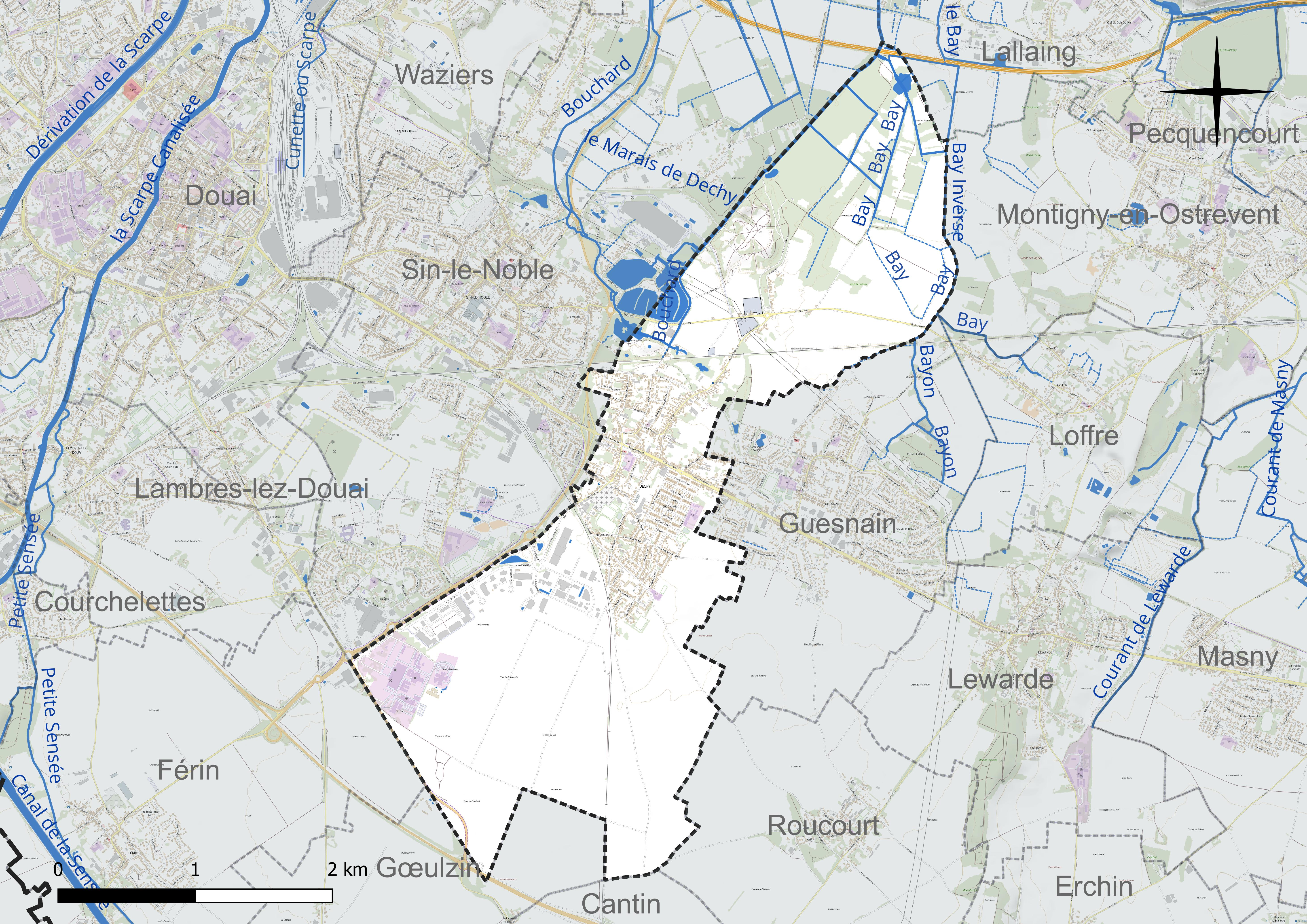
Réseau hydrographique de Dechy.

#### Gestion et qualité des eaux
Le territoire communal est couvert par le schéma d'aménagement et de gestion des eaux (SAGE) « Scarpe aval ». Ce document de planification concerne un territoire de 624 km2 de superficie, délimité par le bassin versant de la Scarpe aval, comprenant la Pévèle, la plaine de la Scarpe et le bassin minier avec l'Ostrevent. Le périmètre a été arrêté le 18 mars 1997 et le SAGE proprement dit a été approuvé le 12 mars 2009, puis révisé le 5 juillet 2021. La structure porteuse de l'élaboration et de la mise en œuvre est le parc naturel régional Scarpe-Escaut.
La qualité des cours d'eau peut être consultée sur un site dédié géré par les agences de l'eau et l'Agence française pour la biodiversité.

### Climat
Pour des articles plus généraux, voir Climat des Hauts-de-France et Climat du Nord.
En 2010, le climat de la commune est de type climat océanique dégradé des plaines du Centre et du Nord, selon une étude du CNRS s'appuyant sur une série de données couvrant la période 1971-2000. En 2020, Météo-France publie une typologie des climats de la France métropolitaine dans laquelle la commune est exposée à un climat océanique et est dans la région climatique Nord-est du bassin Parisien, caractérisée par un ensoleillement médiocre, une pluviométrie moyenne régulièrement répartie au cours de l'année et un hiver froid (3 °C).
Pour la période 1971-2000, la température annuelle moyenne est de 10,5 °C, avec une amplitude thermique annuelle de 14,6 °C. Le cumul annuel moyen de précipitations est de 673 mm, avec 11,7 jours de précipitations en janvier et 9,2 jours en juillet. Pour la période 1991-2020, la température moyenne annuelle observée sur la station météorologique la plus proche, située sur la commune de Douai à 4 km à vol d'oiseau, est de 11,0 °C et le cumul annuel moyen de précipitations est de 729,2 mm,. Pour l'avenir, les paramètres climatiques de la commune estimés pour 2050 selon différents scénarios d'émission de gaz à effet de serre sont consultables sur un site dédié publié par Météo-France en novembre 2022.

## Urbanisme

### Typologie
Au 1er janvier 2024, Dechy est catégorisée grand centre urbain, selon la nouvelle grille communale de densité à sept niveaux définie par l'Insee en 2022.
Elle appartient à l'unité urbaine de Douai-Lens, une agglomération inter-départementale regroupant 67  communes, dont elle est une commune de la banlieue,,. Par ailleurs la commune fait partie de l'aire d'attraction de Douai, dont elle est une commune du pôle principal,. Cette aire, qui regroupe 61 communes, est catégorisée dans les aires de 50 000 à moins de 200 000 habitants,.

### Occupation des sols

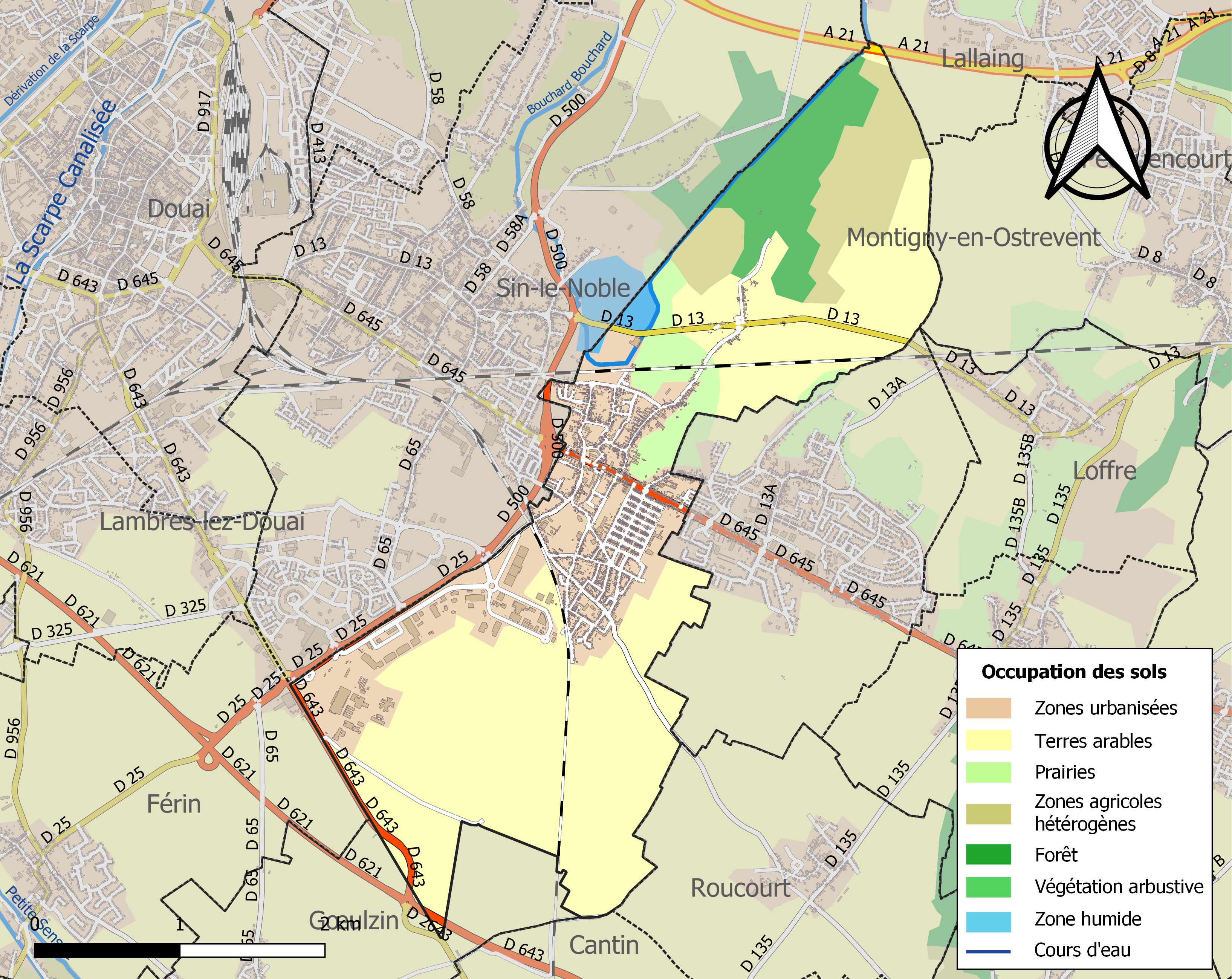
Carte des infrastructures et de l'occupation des sols de la commune en 2018 (CLC).

L'occupation des sols de la commune, telle qu'elle ressort de la base de données européenne d'occupation biophysique des sols Corine Land Cover (CLC), est marquée par l'importance des territoires agricoles (66,6 % en 2018), en diminution par rapport à 1990 (72,8 %). La répartition détaillée en 2018 est la suivante : 
terres arables (53,2 %), zones urbanisées (15,9 %), zones industrielles ou commerciales et réseaux de communication (9,1 %), zones agricoles hétérogènes (8,8 %), forêts (7,6 %), prairies (4,6 %), eaux continentales (0,8 %). L'évolution de l'occupation des sols de la commune et de ses infrastructures peut être observée sur les différentes représentations cartographiques du territoire : la carte de Cassini (XVIIIe siècle), la carte d'état-major (1820-1866) et les cartes ou photos aériennes de l'IGN pour la période actuelle (1950 à aujourd'hui).

### Habitat et logement
En 2018, le nombre total de logements dans la commune était de 2 225, alors qu'il était de 2 206 en 2013 et de 2 074 en 2008.
Parmi ces logements, 92,9 % étaient des résidences principales, 0,4 % des résidences secondaires et 6,7 % des logements vacants. Ces logements étaient pour 84 % d'entre eux des maisons individuelles et pour 15,9 % des appartements.
Le tableau ci-dessous présente la typologie des logements à Dechy en 2018 en comparaison avec celle du Nord et de la France entière. Une caractéristique marquante du parc de logements est ainsi une proportion de résidences secondaires et logements occasionnels (0,4 %) inférieure à celle du département (1,6 %) et  à celle de la France entière (9,7 %). Concernant le statut d'occupation de ces logements, 49,4 % des habitants de la commune sont propriétaires de leur logement (48,7 % en 2013), contre 54,7 % pour le Nord et 57,5 % pour la France entière.
| Typologie                                               | Dechy | Nord | France entière |
| ------------------------------------------------------- | ----- | ---- | -------------- |
| Résidences principales (en %)                           | 92,9  | 90,8 | 82,1           |
| Résidences secondaires et logements occasionnels (en %) | 0,4   | 1,6  | 9,7            |
| Logements vacants (en %)                                | 6,7   | 7,7  | 8,2            |

### Voies de communication et transports
Dechy est aisément accessible par la RD 500, qui la tangente à l'ouest et la relie à l'autoroute A21. La RD 645 assure la connexion de la ville à Douai.
La commune est desservie par la ligne A du bus à haut niveau de service de Douai et par les lignes 2, 5, 12, 13, 20 et 105 du réseau Évéole.
Bien qu'elle soit traversée par les lignes de chemin de fer de Douai à Blanc-Misseron et de Saint-Just-en-Chaussée à Douai, la commune ne dispose pas d'une gare. La station la plus proche est la gare de Sin-le-Noble, située à faible distance et où s'arrêtent qui effectuent des missions entre les gares de Lille-Flandres, ou de Douai, et de Saint-Quentin, ou de Cambrai.

### Énergie
Le parc éolien des Moulins est construit sur le finage de la commune ainsi que sur celui de Roucourt et Cantin au second semestre de 2023. Fin janvier 2023 est présenté le projet d'installer une centrale solaire photovoltaïque sur le site du terril no 146, Centrale de Dechy.

## Toponymie
Le nom de la localité est attesté sous les formes Diptiacum en 899,  (Cartulaire de Saint-Amand, Miroeus), Diptiacum en 906, Diciacum en 1097, Diptiacum en 1107, Dichisen 1181 (Chronique Gislebert), Dici en 1205
Il s'agit probablement d'un ancien *Deppiacum, basé sur le nom de personne gaulois Deppios suivi du suffixe -acum (du gaulois -acon) de localisation et de propriété, d'où le sens global de « propriété, ferme de Deppios ». Le suffixe -(i)acum a généralement abouti à la finale -y dans le Nord (-ecque dans l'ancienne zone néerlandophone et -eke en flamand), la forme pluriel plus tardive -iacas à -ies.

## Histoire

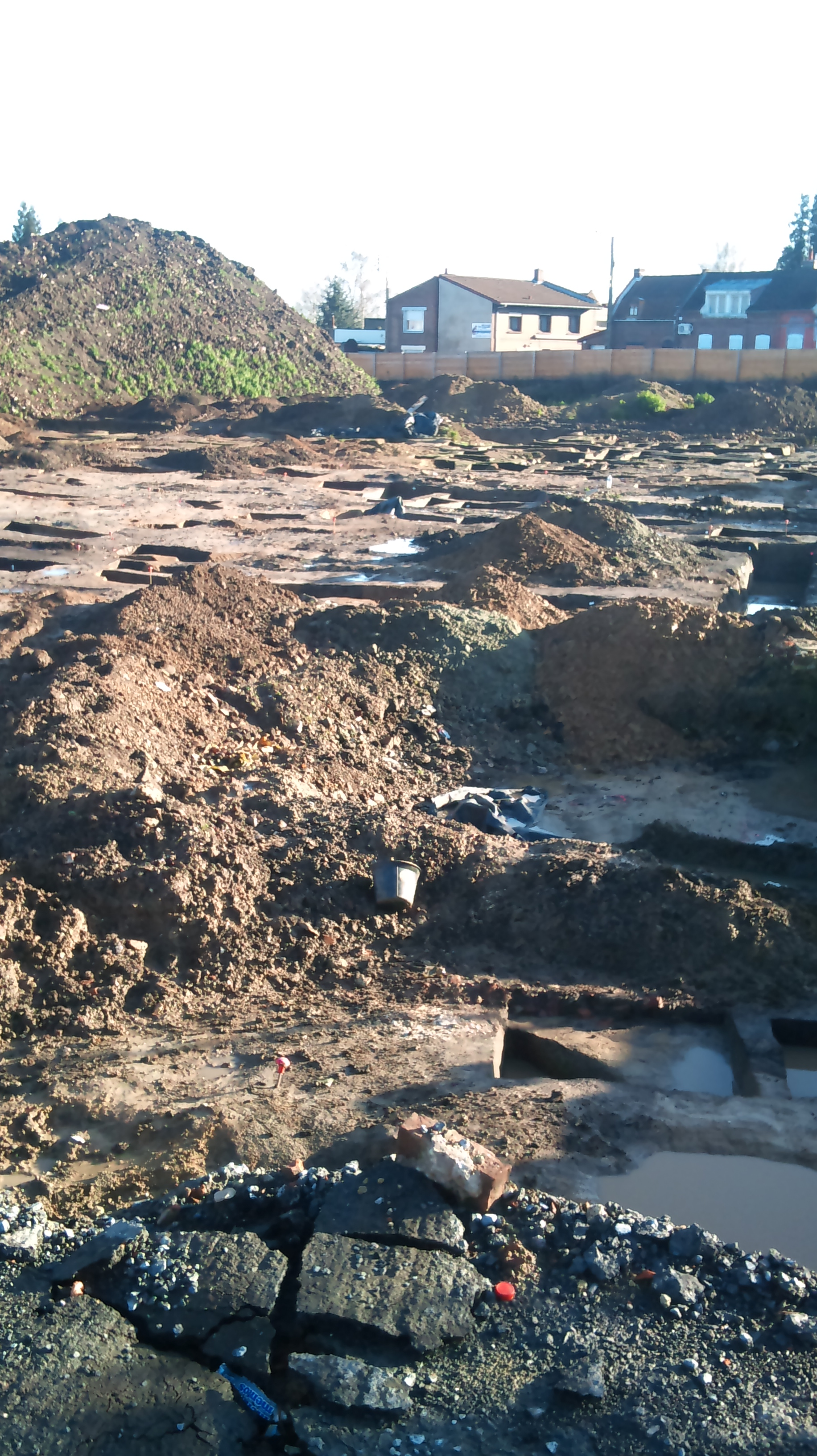
Fouilles archéologiques en 2011.

### Moyen Âge
La statistique archéologique du département du Nord de 1867 indique :
- Dès le VIIe siècle, Dechy comprenant peut-être Férin appartint à l'Abbaye de Saint-Amand. Le comte d'Ostrevent était avoué ce qui explique que Dechy et Férin ressortissaient du comté de Hainaut bien que proche de Douai.
- En 1097, Lambert de Guînes, évêque d'Arras affranchit de tout personnat[Quoi ?] l'autel[C'est-à-dire ?] de Dechy et le concéda libre à l'abbé de Saint-Amand.
- Un hôpital existait déjà en 1218, les soins aux malades étaient assurés par les sœurs de l'Abbaye de Beaulieu (Sin-le-Noble)[22]
- En 1205, l'abbé Jean donne à ses vassaux de Dechy et Férin une loi pénale copiée sur celle de Douai.

### Temps modernes
- De 1580 à 1594, le village souffrit de courses[C'est-à-dire ?] que faisaient les ennemis de Bouchain et de Cambrai.
- En 1710, durant le siège de Douai le comte de Tilly qui assiégeait la ville y eut son quartier général. Le village fut brûlé par les défenseurs de la ville le 27 mai 1710.

### Époque contemporaine
En 1831, le suffrage était censitaire, et seulement 120 citoyens élisaient le conseil municipal et 7 participaient à l'élection du député.
Dans les années 1840, la commune comptait 724 hectares de terres labourables et 104 en pâturages ou marais. À cette époque, l'activité traditionnelle du tissage du lin était concurrencée par le textile  anglais et belge, et une sucrerie avait été édifiée par MM. Jacquart dans le village, qui fonctionna de 1835 à 1842.
La tourbe était exploitée sur la commune pour les besoins de chauffage puis pour alimenter les séchoirs de la fonderie de canons de Douai qui en consommait 150 000 tourbes (le tourbe était une unité de vente de la tourbe. 1 m3 de tourbe en contenait 386 et pesait 690 kg) dans les années 1850, achetés au prix de 4,50 fr pour mille tourbes.

#### Ville minière
La Fosse Dechy de la Compagnie des mines d'Aniche est exploitée dès 1862-1863. Nationalisée en 1946, il intègre le groupe de Douai des Charbonnages de France.
L'extraction cesse en 1956 et la fosse ferme en 1978.

#### Seconde Guerre Mondiale
Lors de l'invasion de France par les nazis, Dechy a sûrement été pris en même temps que Douai donc le 27 mai 1940.
Dechy a été libéré en même temps que Sin-le-Noble les 25 et 26 août 1944, et, depuis 2011, Dechy et Sin-le-Noble fêtent la libération en roulant alternativement dans les rues avec des jeeps militaires.
Aujourd'hui, un musée est dédié à la résistance de Dechy et porte le nom de Célestin Leduc, un résistant dechynois ayant été fusillé en Belgique

## Politique et administration

### Rattachements administratifs et électoraux

#### Rattachements administratifs
La commune se trouve dans l'arrondissement de Douai du département du Nord.
Elle faisait partie depuis 1801 du canton de Douai-Sud. Dans le cadre du redécoupage cantonal de 2014 en France, cette circonscription administrative territoriale a disparu, et le canton n'est plus qu'une circonscription électorale.

#### Rattachements électoraux
Pour les élections départementales, la commune fait partie depuis 2014 du canton d'Aniche
Pour l'élection des députés, elle fait partie depuis 2012 de la dix-septième circonscription du Nord.

### Intercommunalité
Dechy est  membre de la communauté d'agglomération du Douaisis, un établissement public de coopération intercommunale (EPCI) à fiscalité propre créé fin 2001 et auquel la commune a transféré un certain nombre de ses compétences, dans les conditions déterminées par le code général des collectivités territoriales.

### Tendances politiques et résultats
Lors du premier tour des élections municipales de 2014 dans le Nord, la liste PS menée par le maire sortant Jean-Michel Szatny obtient la majorité absolue des suffrages exprimés, avec 1 221 voix (57,48 %, 24 conseillers municipaux élus dont 2 communautaires), devançant très largement celles menées respectivement par : 

-  Charles Vaillant (FG , 674 voix, 31,73 %, 4 conseillers municipaux élus) ;

-  Jean-François Caré (PCF, 229 voix, 10,78 %, 1 conseiller municipal élu).

Lors de ce scrutin, ,38,15 % des électeurs se sont abstenus. 	
Lors du premier tour des élections municipales de 2020 dans le Nord, la liste PS menée par le maire sortant Jean-Michel Szatny obtient la majorité absolue des suffrages exprimés, avec 775 voix (50,81 %, 22 conseillers municipaux élus dont 2 communautaires), devançant de 25 voix celle DVG menée par Charles Vaillant, qui a recueilli 750 voix (49,18 %, 7 conseillers municipaux élus).
Lors de ce scrutin marqué par la pandémie de Covid-19 en France, 55,71 % des électeurs se sont abstenus,.

### Liste des maires

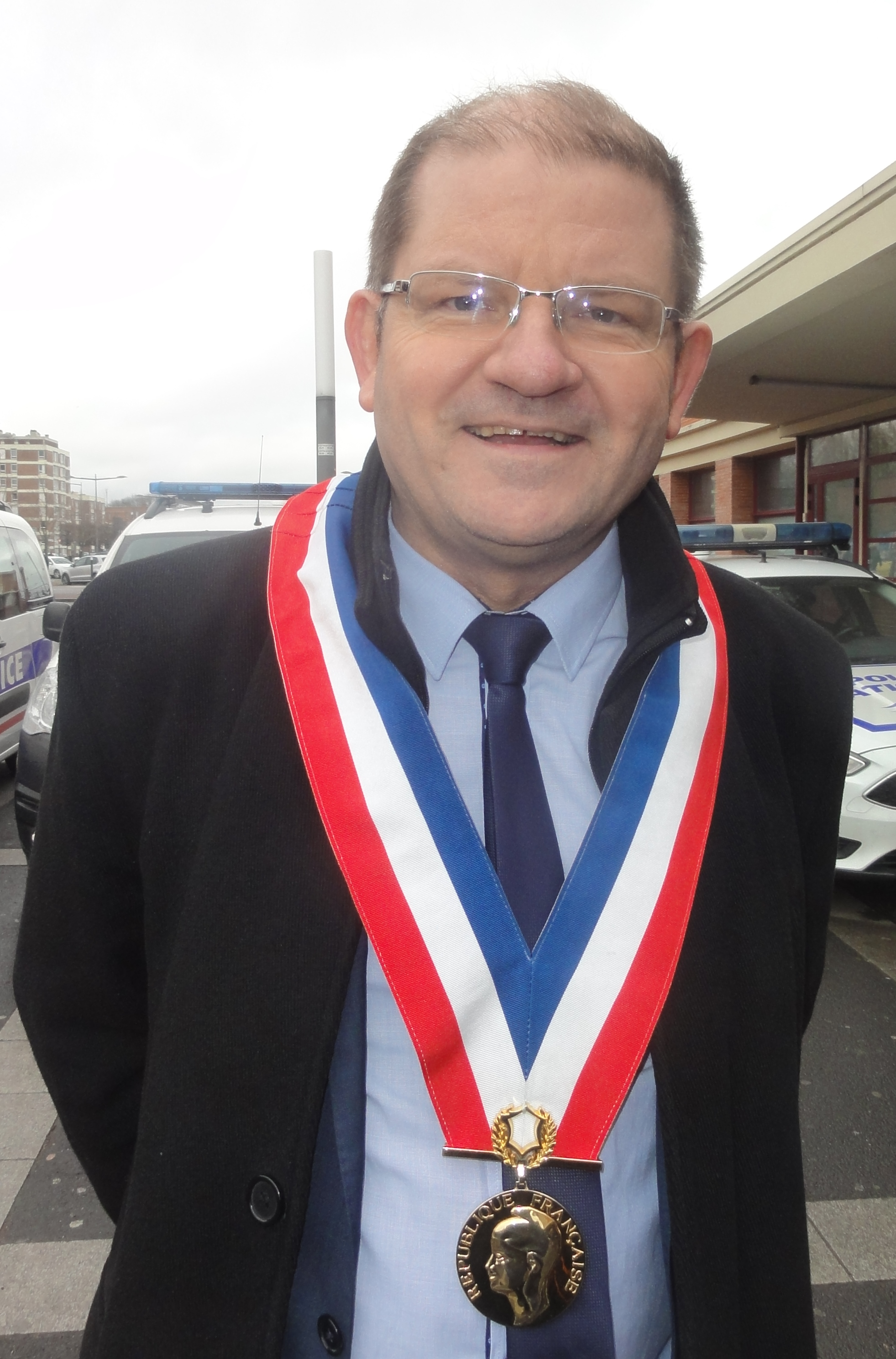
Jean-Michel Szatny lors de la manifestation contre la suppression des dessertes TGV en gare de Douai du 2 mars 2019.

| Période                                  | Période | Identité                | Étiquette | Qualité |
| ---------------------------------------- | ------- | ----------------------- | --------- | ------- |
| Les données manquantes sont à compléter. |         |                         |           |         |
| 1590                                     |         | Jean Masy               |           |         |
| 1957                                     |         | Robert Masy             |           |         |
| 1580                                     |         | Jacques Debroux         |           |         |
| 1680                                     |         | Charles Caudron         |           |         |
| 1682                                     |         | Paul Sellier            |           |         |
| 1701                                     |         | Fabie Sturcq            |           |         |
| 1709                                     |         | Jean Widiez             |           |         |
| 1731                                     |         | Alexandre Widiez        |           |         |
| 1750                                     |         | Paul Limal              |           |         |
| 1761                                     |         | Antoine-Joseph Jacquart |           |         |
| 1774                                     |         | Joseph Lemaire          |           |         |

| Période                                  | Période                    | Identité                | Étiquette | Qualité                                                                                           |
| ---------------------------------------- | -------------------------- | ----------------------- | --------- | ------------------------------------------------------------------------------------------------- |
| Les données manquantes sont à compléter. |                            |                         |           |                                                                                                   |
| 1790                                     |                            | Jacques Lasne           |           | Premier maire nommé après la Révolution, par délibération du 10 février 1790                      |
| 1792                                     | an IV                      | Philippe Tassart        |           |                                                                                                   |
| an IV                                    | an VI                      | Pierre-Antoine Jacquart |           | Agent municipal                                                                                   |
| an VI                                    | 5 floréal an VII           |                         |           |                                                                                                   |
| an VIII                                  | 8 ventôse an XII           | Jacques Lasne           |           | Agent municipal                                                                                   |
| 4 germinal an XII                        | avril 1815                 | Louis Payen.            |           |                                                                                                   |
| avril 1815                               | décembre 1815              | Jean-Baptiste Lasne     |           | Maire par intérim                                                                                 |
| janvier 1816                             | octobre 1821               | Eustache Dupont         |           |                                                                                                   |
| octobre 1821                             | février 1826               | Hubert Tassart          |           |                                                                                                   |
| février 1826                             | octobre 1830               | Jean-Baptiste Lasne     |           |                                                                                                   |
| octobre 1830                             |                            | Antoine Jacquart        |           | Exploitant d'une sucrerie                                                                         |
|                                          |                            |                         |           |                                                                                                   |
| 1944                                     | 1945                       | Joseph Duhin            |           |                                                                                                   |
| 1945                                     | 1958                       | Henri Semail            | PCF       |                                                                                                   |
| 1959                                     | mars 1971                  | Victor Foveau           | PCF       |                                                                                                   |
| mars 1971                                | juin 1995                  | Henri Lamour            | PCF       | Mineur                                                                                            |
| juin 1995                                | mai 2009                   | Jacques Capelle         | PS        | Professeur de collège, maire honoraire Démissionnaire                                             |
| mai 2009                                 | En cours (au 16 juin 2023) | Jean-Michel Szatny      | PS        | Régulateur SNCF Vice-président de la CA du Douaisis (2014 → 2020) Réélu pour le mandat 2020-2026, |

### Jumelages
| Ville | Ville     | Pays | Pays      | Période     |
| ----- | --------- | ---- | --------- | ----------- |
|       | Weißensee |      | Allemagne | depuis 1990 |

## Population et société

### Démographie

#### Évolution démographique
L'évolution du nombre d'habitants est connue à travers les recensements de la population effectués dans la commune depuis 1793. Pour les communes de moins de 10 000 habitants, une enquête de recensement portant sur toute la population est réalisée tous les cinq ans, les populations de référence des années intermédiaires étant quant à elles estimées par interpolation ou extrapolation. Pour la commune, le premier recensement exhaustif entrant dans le cadre du nouveau dispositif a été réalisé en 2005.

En 2022, la commune comptait 5 343 habitants, en évolution de +0,68 % par rapport à 2016 (Nord : +0,51 %, France hors Mayotte : +2,11 %).
| 1793 | 1800 | 1806 | 1821  | 1831  | 1836  | 1841  | 1846  | 1851  |
| ---- | ---- | ---- | ----- | ----- | ----- | ----- | ----- | ----- |
| 840  | 807  | 934  | 1 158 | 1 279 | 1 321 | 1 380 | 1 467 | 1 392 |

| 1856  | 1861  | 1866  | 1872  | 1876  | 1881  | 1886  | 1891  | 1896  |
| ----- | ----- | ----- | ----- | ----- | ----- | ----- | ----- | ----- |
| 1 478 | 1 620 | 1 849 | 1 888 | 1 925 | 2 028 | 2 052 | 2 244 | 2 394 |

| 1901  | 1906  | 1911  | 1921  | 1926  | 1931  | 1936  | 1946  | 1954  |
| ----- | ----- | ----- | ----- | ----- | ----- | ----- | ----- | ----- |
| 2 722 | 2 966 | 2 929 | 2 848 | 4 744 | 4 790 | 4 914 | 5 081 | 5 052 |

| 1962  | 1968  | 1975  | 1982  | 1990  | 1999  | 2005  | 2006  | 2010  |
| ----- | ----- | ----- | ----- | ----- | ----- | ----- | ----- | ----- |
| 6 348 | 6 156 | 6 630 | 5 720 | 5 464 | 5 283 | 5 031 | 5 018 | 5 135 |

| 2015  | 2020  | 2022  | - | - | - | - | - | - |
| ----- | ----- | ----- | - | - | - | - | - | - |
| 5 299 | 5 352 | 5 343 | - | - | - | - | - | - |

#### Pyramide des âges
La population de la commune est relativement jeune.
En 2018, le taux de personnes d'un âge inférieur à 30 ans s'élève à 38,1 %, soit en dessous de la moyenne départementale (39,5 %). À l'inverse, le taux de personnes d'âge supérieur à 60 ans est de 25,7 % la même année, alors qu'il est de 22,5 % au niveau départemental.
En 2018, la commune comptait 2 495 hommes pour 2 867 femmes, soit un taux de 53,47 % de femmes, légèrement supérieur au taux départemental (51,77 %).
Les pyramides des âges de la commune et du département s'établissent comme suit.
| Hommes | Classe d’âge | Femmes |
| ------ | ------------ | ------ |
| 0,7    | 90 ou +      | 3,1    |
| 6,5    | 75-89 ans    | 11,9   |
| 13,5   | 60-74 ans    | 15,2   |
| 19,7   | 45-59 ans    | 16,7   |
| 19,0   | 30-44 ans    | 17,3   |
| 18,3   | 15-29 ans    | 16,6   |
| 22,3   | 0-14 ans     | 19,3   |

| Hommes | Classe d’âge | Femmes |
| ------ | ------------ | ------ |
| 0,5    | 90 ou +      | 1,4    |
| 5,3    | 75-89 ans    | 8,1    |
| 14,8   | 60-74 ans    | 16,2   |
| 19,1   | 45-59 ans    | 18,4   |
| 19,5   | 30-44 ans    | 18,7   |
| 20,7   | 15-29 ans    | 19,1   |
| 20,2   | 0-14 ans     | 18     |

### Manifestations culturelles et festivités
La fête communale (Fête de la pomme de terre) a lieu le 2e dimanche de septembre avec une grande braderie[réf. nécessaire].

### Sports et loisirs
- Au niveau sportif, le basketball et le football sont les deux sports principaux de la commune, l'Union Avenir Basket représente Dechy au plus haut niveau dans certaines catégories[42]
- Stade municipal Jean Bouin (football)
- Stade Guillaume Bieganski (football)
- Salle Ladoumègue (basket)
- Salle des Sports Michel Bernard (football & basket)
- Salle Ethuyn (judo)
- City-Stade Yohan Cabaye [43]

### Culture
La ville est dotée d'une école de musique agréée, d'une chorale « Choralyre » et d'une harmonie municipale.

### Médias
La Voix du Nord est le principal journal régional du Nord-Pas-de-Calais.
Dechy possède un journal mensuel nommé "Le Dechynois" faisant environ une quinzaine de pages

## Culture locale et patrimoine

### Lieux et monuments

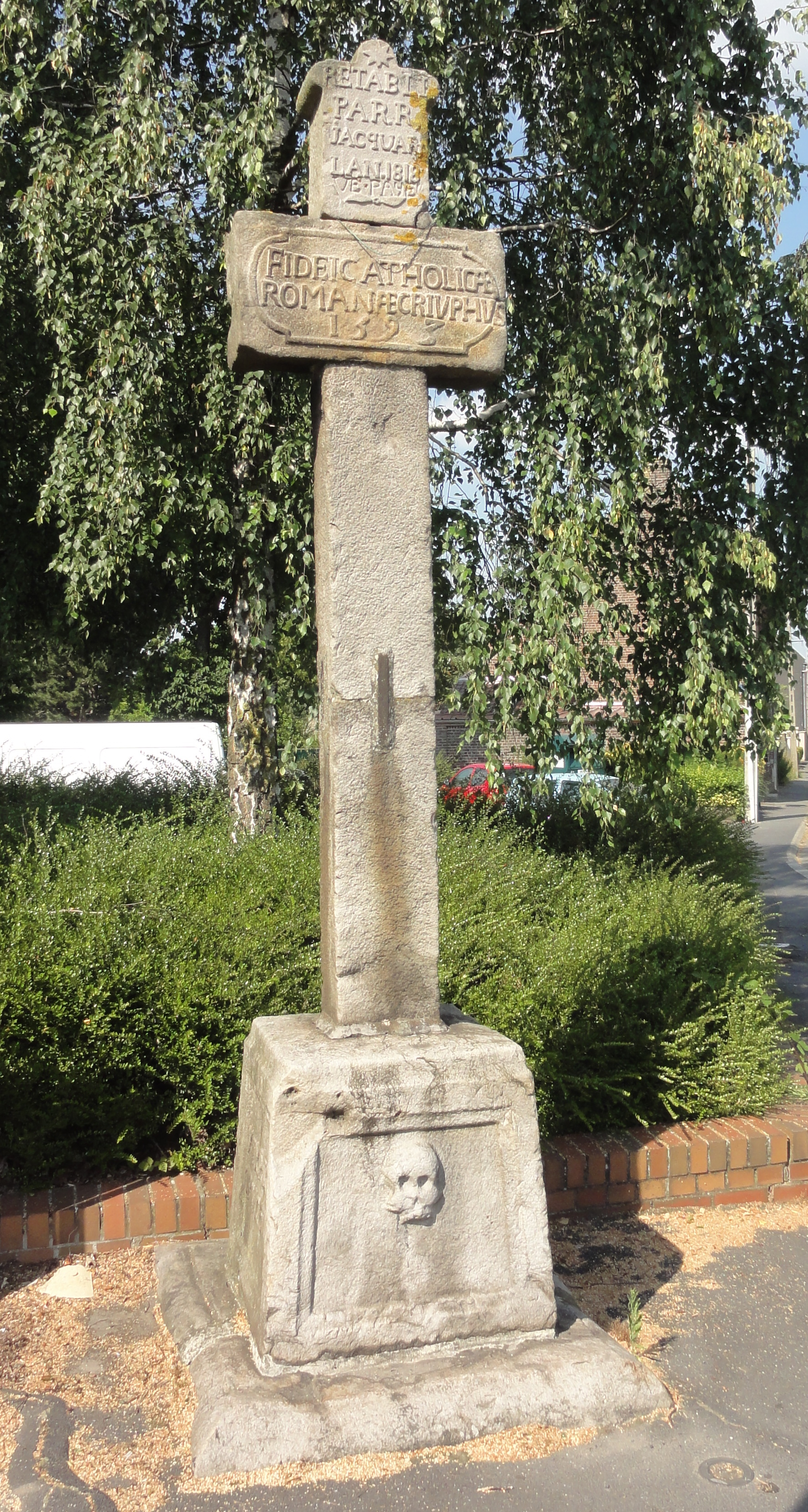
La croix de pierre.

- L'église Saint-Amand, construite à partir de 1817 sur les plans de M. Boulé, architecte à Douai[44]
- La croix de pierre croix en grès de 4,16 m de haut avec des inscriptions et la date de 1593[21].
- La longue borne, signalant l'emplacement d'une ancienne léproserie. ( Celle-ci a été déplacée devant la nouvelle école maternelle de la longue borne, donc elle ne signale plus l'emplacement d'une ancienne léproserie. )

### Personnalités liées à la commune
- François Jouvenet (1920-1981), dirigeant de football, y est mort
- La judokate française Séverine Vandenhende, championne olympique en -63 kg aux Jeux olympiques d'été de 2000 à Sydney, est née à Dechy.

### Héraldique
| Blason de Dechy | Blason  | Parti : au 1, d'or à une demi-aigle de sable mouvante du parti ; au 2, d'azur semé de fleurs de lis d'or. |
| Blason de Dechy | Détails | Le statut officiel du blason reste à déterminer.                                                          |

### Folklore
Dechy a pour géant Caquette

## Pour approfondir